# مايكروسوفت فيجوال سي++
مايكروسوفت فيجوال سي++ (بالإنجليزية: Microsoft Visual C++؛ تختصر: MSVC)‏ هي بيئة تطوير متكاملة من مايكروسوفت للغات البرمجة سي وسي++ وسي++/سي إل آي. بيئة التطوير مكتوبة لإطار عمل .نت ودايركت إكس وواجهة برمجة ويندوز.

## التاريخ
النسخ الأولى من هذه اللغة كانت تسمى مايكروسوفت سي/سي++. كما يوجد هنالك Microsoft QuickC 2.5 و Microsoft Quick C 1.0 لنظام ويندوز.

## النسخ الحالية
توزع أدوات برمجة مايكروسوفت فيجوال سي بلس بلس ضمن عدة حزم مختلفة:
- الإصدار إكسبرس (بالإنجليزية: Visual C++ Express Edition)‏
- ضمن الإصدار القياسي من فيجوال ستوديو
- ضمن الإصدار الاحترافي من فيجوال ستوديو
- ضمن إصدار نظام الفرق من فيجوال ستوديو

## وصلات خارجية
- مركز مطوري سي++
- فيجوال سي++ على شبكة مطوري مايكروسوفت
- منتديات فيجوال سي++